# Jean Boulanger (peintre)
Pour les articles homonymes, voir Jean Boulanger et Boulanger (homonymie).
 (août 2020).
Si vous disposez d'ouvrages ou d'articles de référence ou si vous connaissez des sites web de qualité traitant du thème abordé ici, merci de compléter l'article en donnant les références utiles à sa vérifiabilité et en les liant à la section « Notes et références ».

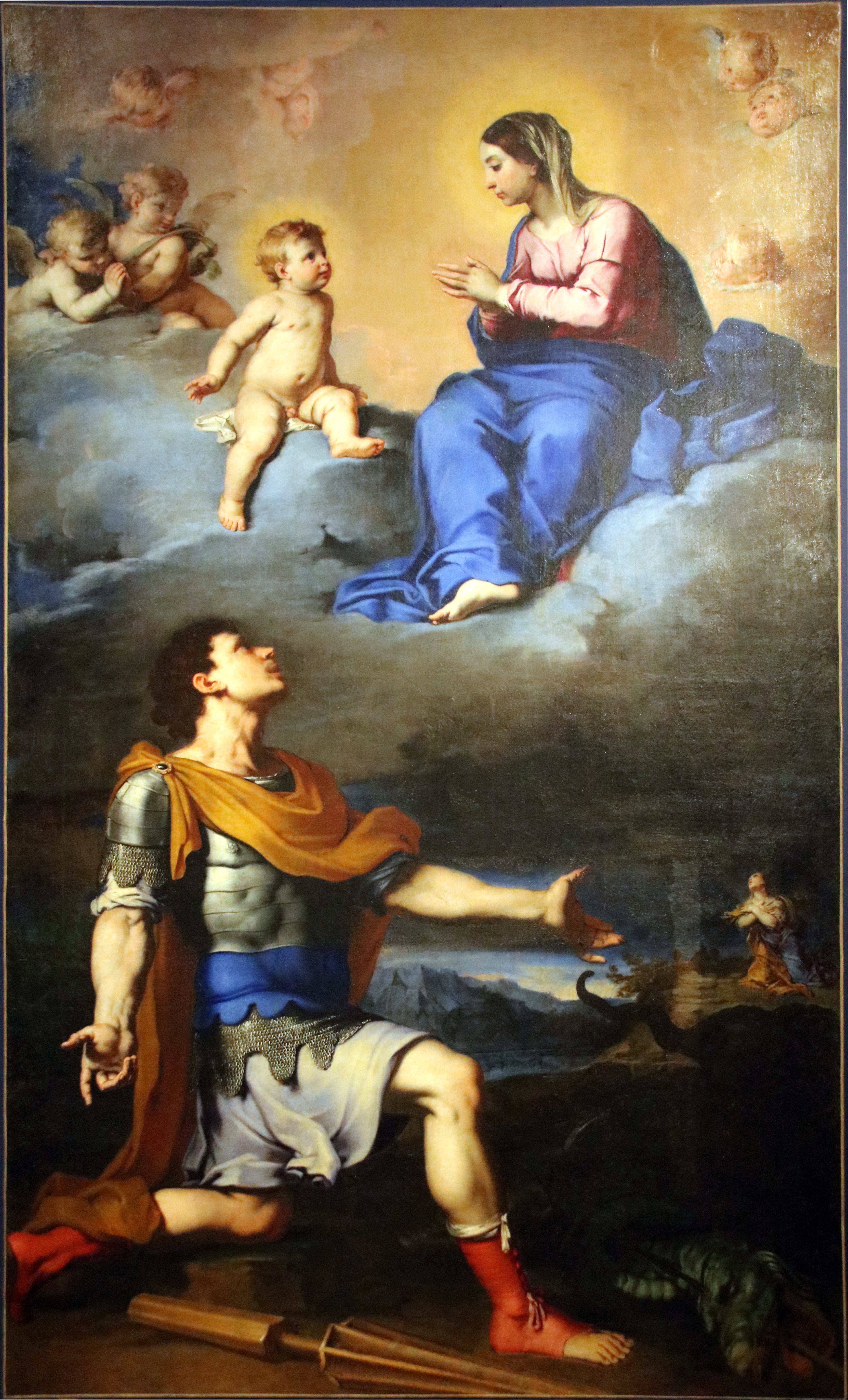
Madonne della Ghiara avec saint Georges, env.1652, Cathédrale Sant’Andrea de Pergola

Jean Boulanger (Troyes, 1606 - Modène, 1660) est un peintre français essentiellement actif à Modène sous le règne de la Maison d'Este.

## Biographie
Jean Boulanger est connu pour le cycle de fresques réalisées entre 1638 et 1656 au Palais Ducal de la Ville de Sassuolo.
Au cours des trois premières années, le peintre français y a peint la Chambre de la foi conjugale, la loge des innocents, la Chambre des vents et la Chambre de Jupiter.
À partir de 1640, avec l'aide de Baldassare Bianchi, Angelo Colonna, Agostino Militelli et Gian Giacomo Monti, il réalise des fresques sur les pièces restantes du palais, en particulier le cycle de quarante et un tableaux dédiés à Bacchus dans la galerie homonyme et la salle des gardes.
Une œuvre sur toile de l'artiste français (Madonna della Ghiara) est conservée dans la cathédrale de Pergola dans la province de Pesaro et Urbino de la Région des Marches. L'œuvre a été commandée par le poète pergolais Girolamo Graziani, lors de son séjour à Modène en tant que secrétaire de la cour de Francesco I d'Este.

## Peintures du Palais Ducal de Sassuolo

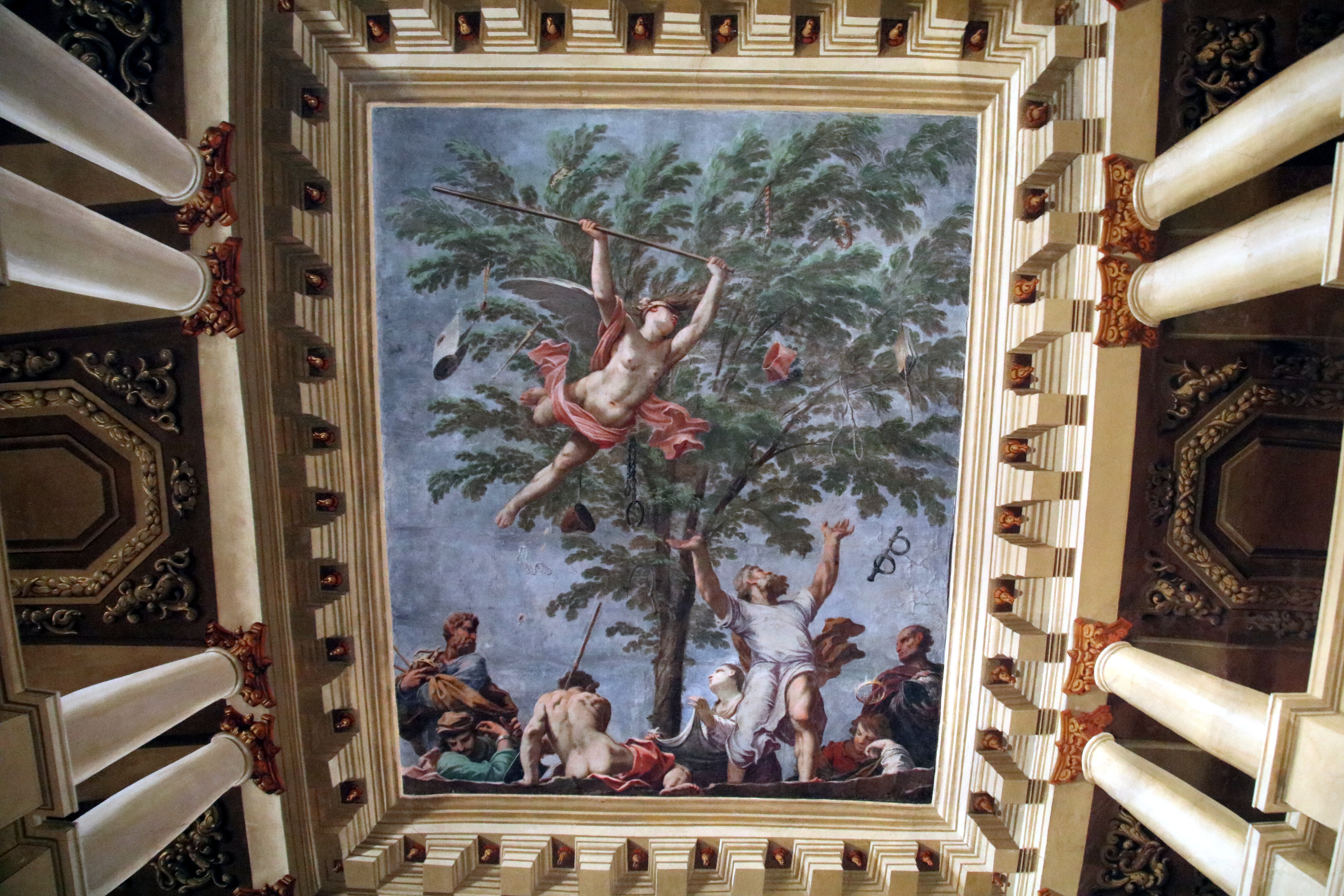
La Fortune bandée qui fait tomber la Félicité.
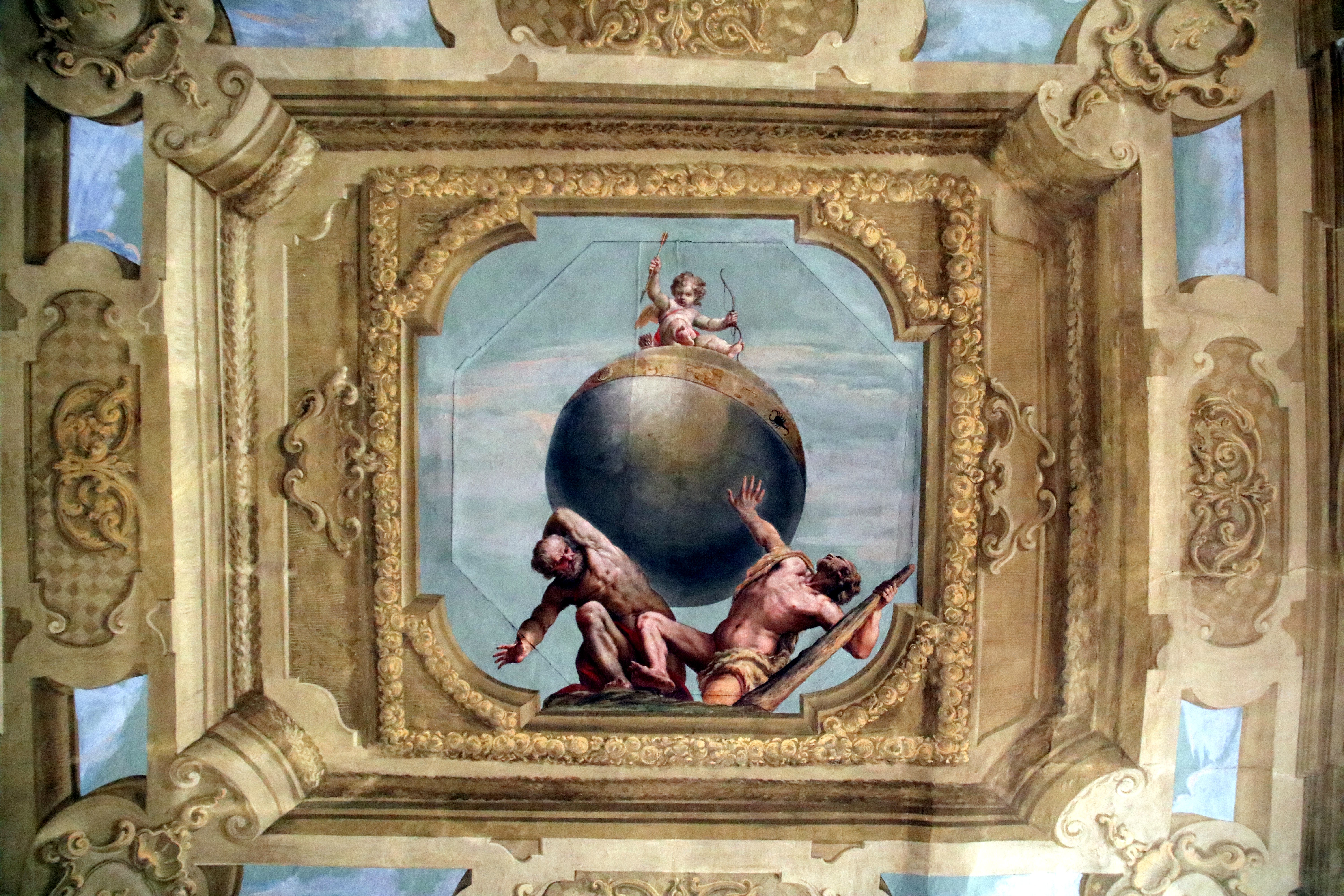
Amour dominateur assis sur le monde porté par Atlas et Hercule.
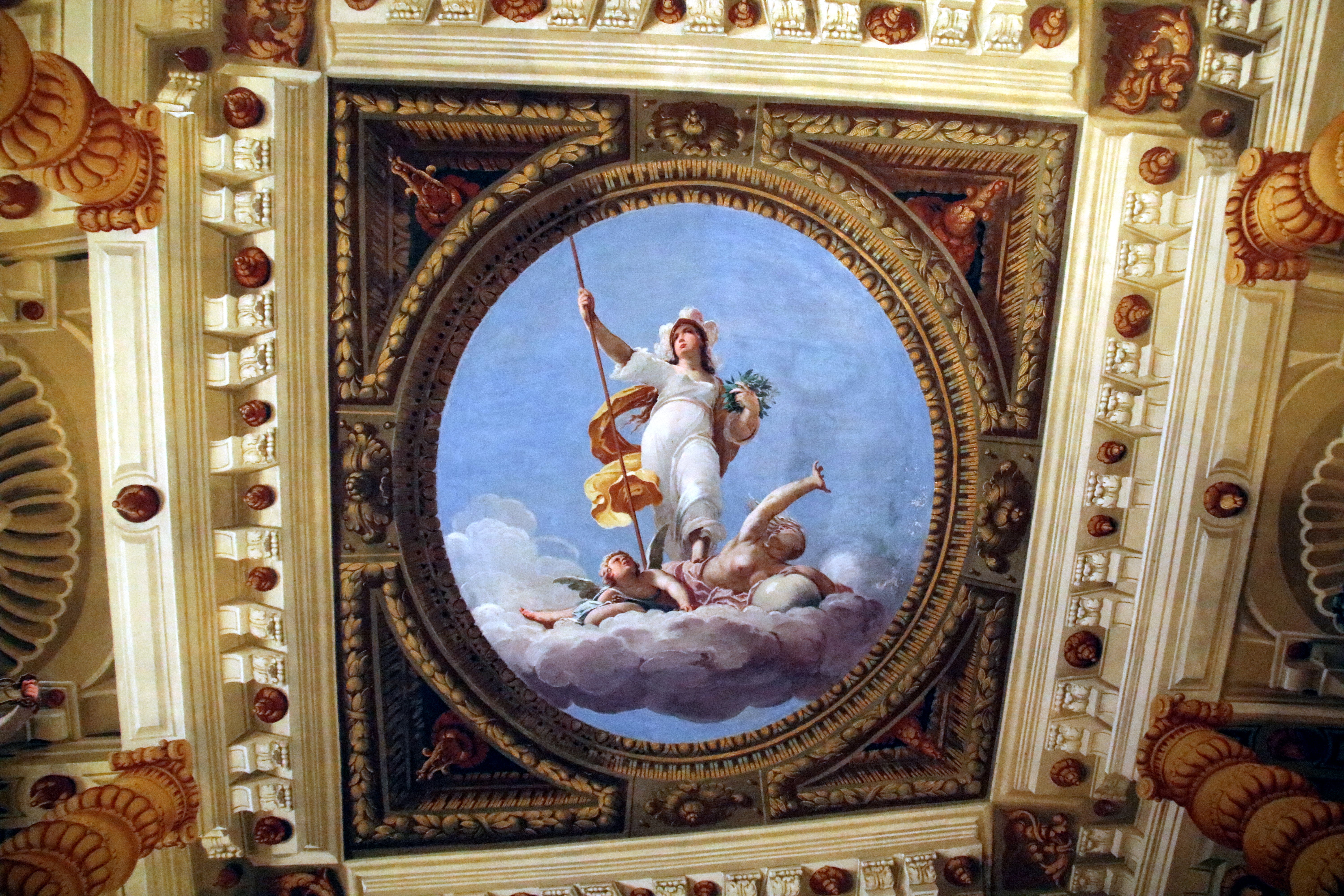
Victoire de la Vertu sur les pièges de l’Amour et de la Fortune.

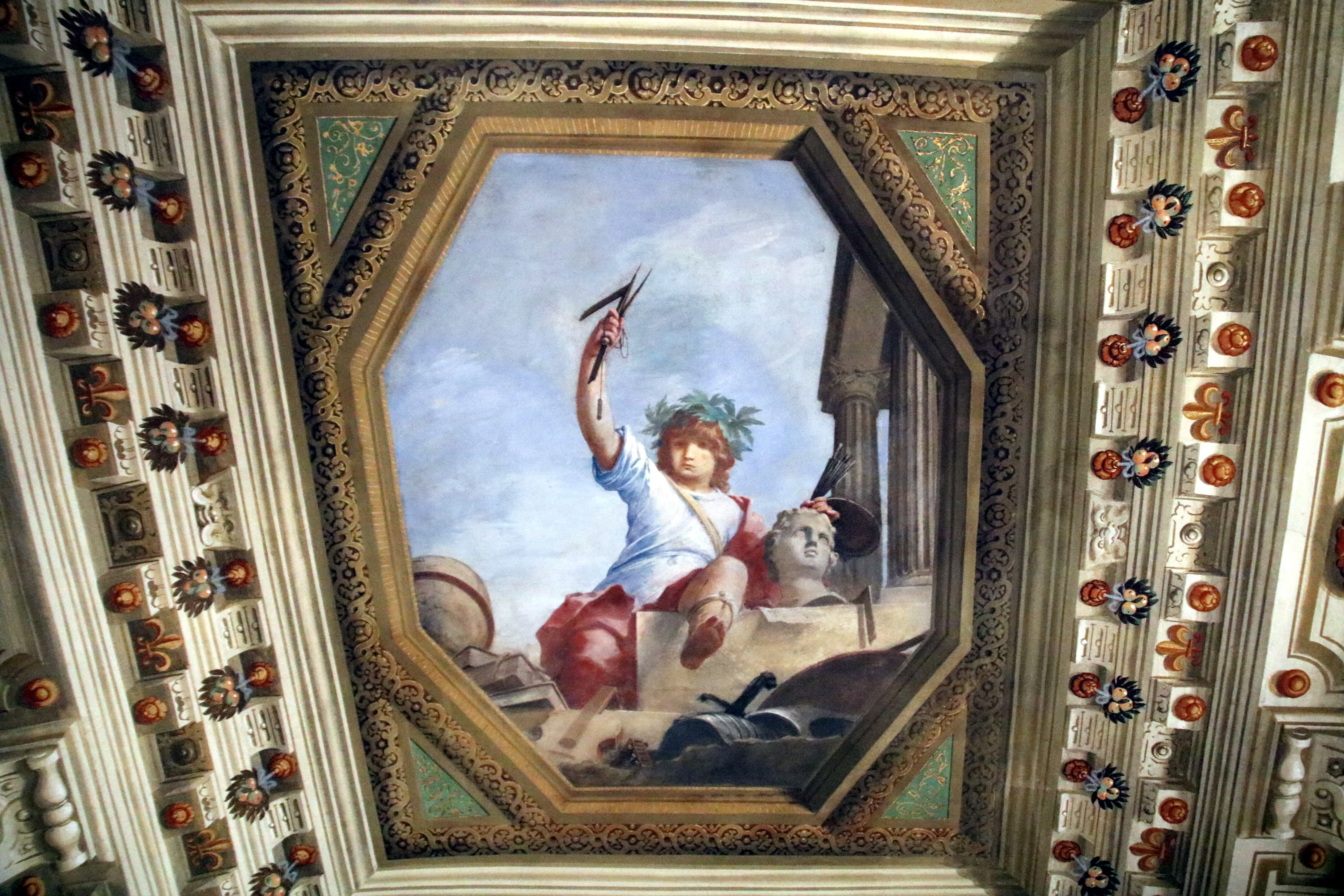
Le Génie qui protège les Arts.
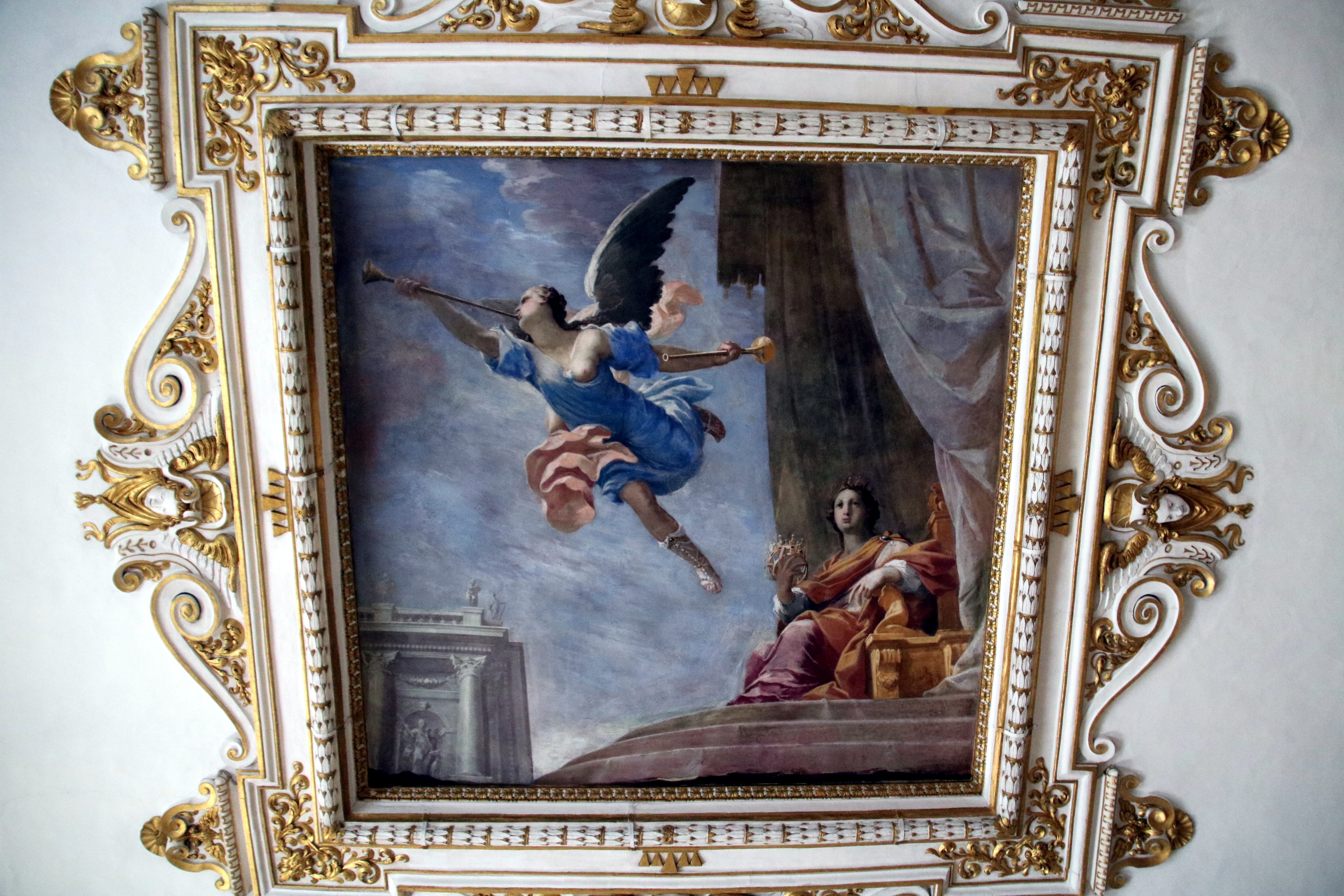
La Noblesse de la Maison d'Este et la Renommée.
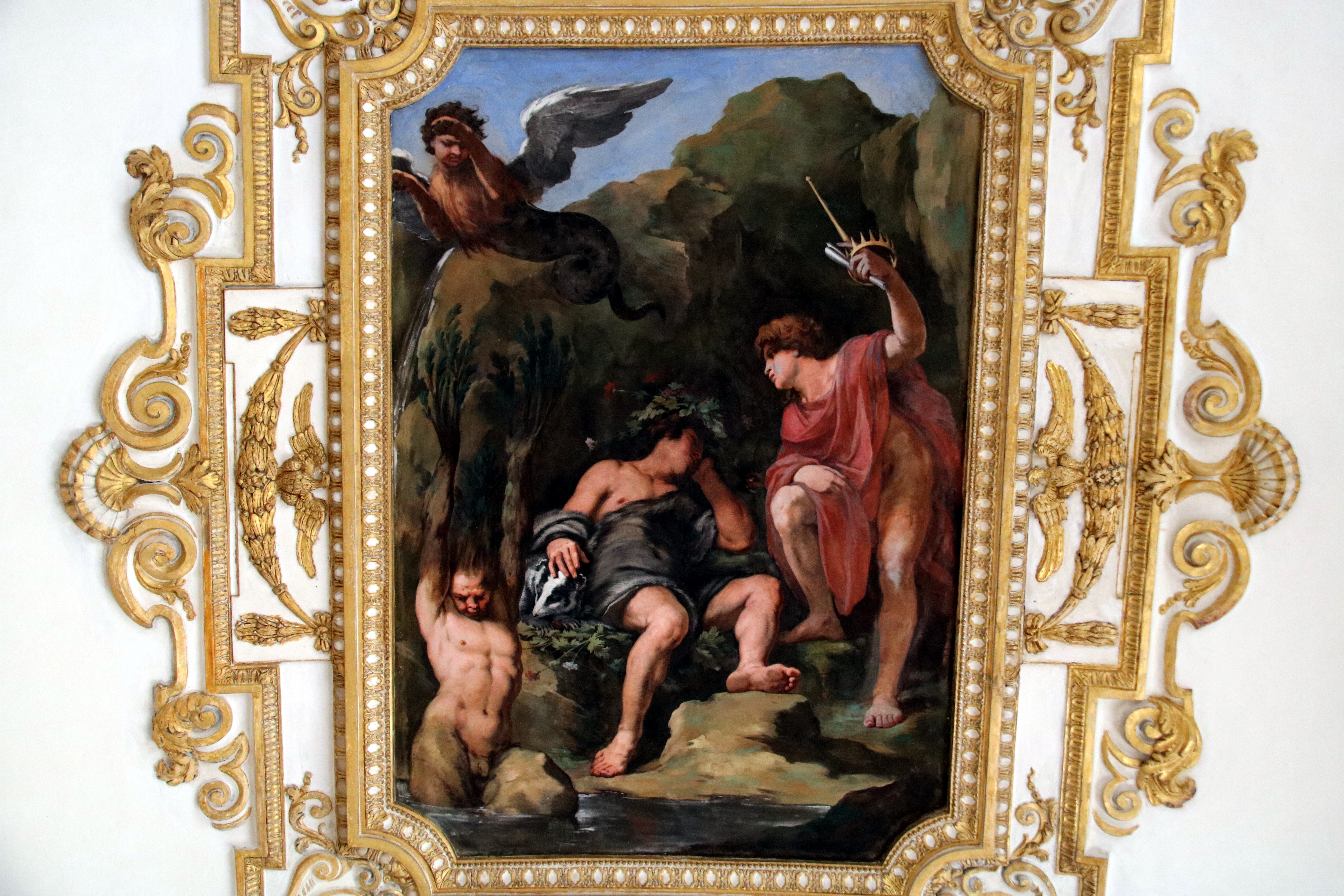
Le Sommeil.